# アクアマリン

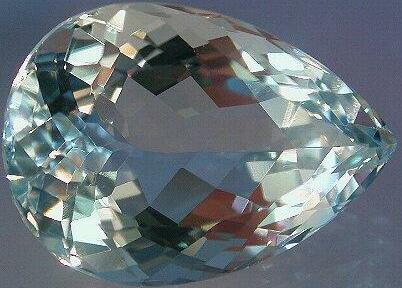
アクアマリン

アクアマリン（英語: aquamarine）は、青色のベリル（緑柱石）である。名前はラテン語の「海水」を意味する語から。緑柱石のうち透明で青い色調のものの宝石名。和名は藍玉もしくは水宝玉。エメラルドより低価格で市販品の多くは緑色から黄褐色の緑柱石を熱処理したもの。主要原産地はマダガスカル、ブラジル、シベリア等。字義どおりには「海の水」を意味する。また、3月の誕生石としても有名である。
色としてのアクアマリンも後述する。

## 宝石としてのアクアマリン
化学組成はベリル（Beryl）である。結晶系は六方晶系、モース硬度は7.5。緑のエメラルドや黄のヘリオドールを熱処理（トリートメント）によってアクアマリンの色に変化させる事が可能。
アクアマリンはその名の通り海の色をした宝石だが、海に投げ入れると瞬時に溶け込んでしまうと言われるほどで、その事から古いヨーロッパの船乗り達は、この石を海の力の宿ったお守りとして大切に持っていた。ブラジルのサンタマリア鉱山で採掘される深いマリンブルーの石が最高品質とされているが、現在は枯渇状態である。しかし最近では他の鉱山でもこれと同等の品質の石が採掘されており、現在ではこの深いマリンブルーの物を一般的に「サンタマリア」若しくは「サンタマリア・アフリカーナ」と呼んでいる。それ以外にも産地としてはスリランカ、マダガスカル、ロシア、パキスタン、アフガニスタン、インドなどが知られている。
特殊効果として有名なものはシャトヤンシーの出るアクアマリンキャッツアイがあるが、なかなか宝石質の物が少なく非常に稀少で市場ではあまり見ない。それ故ほぼコレクターズアイテムとなっている。
なお、日本ジュエリー協会では2021年10月まで正式名称をアクワマリンとしていたため、この名で店頭に出ていることもある。

## 色としてのアクアマリン
アクアマリンはまた緑と青の中間の色名としても用いられる。緑柱石の色であるが、しばしば海の色と解されることもある。青緑の範疇に入るが、藍緑色（らんりょくしょく）と表記されることもある。
Cascading Style Sheetsを使用可能なウェブブラウザにおいて、カラーをAquamarineと指定すると右に示すwebcolorのように表示される。

### 近似色
- 緑
- 浅葱色
- 水色
- シアン (色)
- 青
- 青緑

### アクアマリンに関する事項
アクアマリンは紋章において用いられる色名のひとつでもある。ただし、この色はめったに用いられず、ロシアのユダヤ自治州で使用されている。